# Nombre de Dunbar
El nombre de Dunbar és la quantitat de relacions estables que pot mantenir una sola persona, que de mitjana és cent cinquanta. Aquestes són relacions en què l'individu coneix totes les persones i sap com cada persona es relaciona amb les altres. Rep el nom de l'investigador Robin Dunbar, el qual el va proposar després d'analitzar el comportament social humà i de diversos micos.). Va postular que cada espècie tenia el seu nombre de Dunbar mitjà. Els primers poblats paleolítics estaven formats per un rang proper a aquesta xifra de 150, fet que donaria validesa a la hipòtesi.

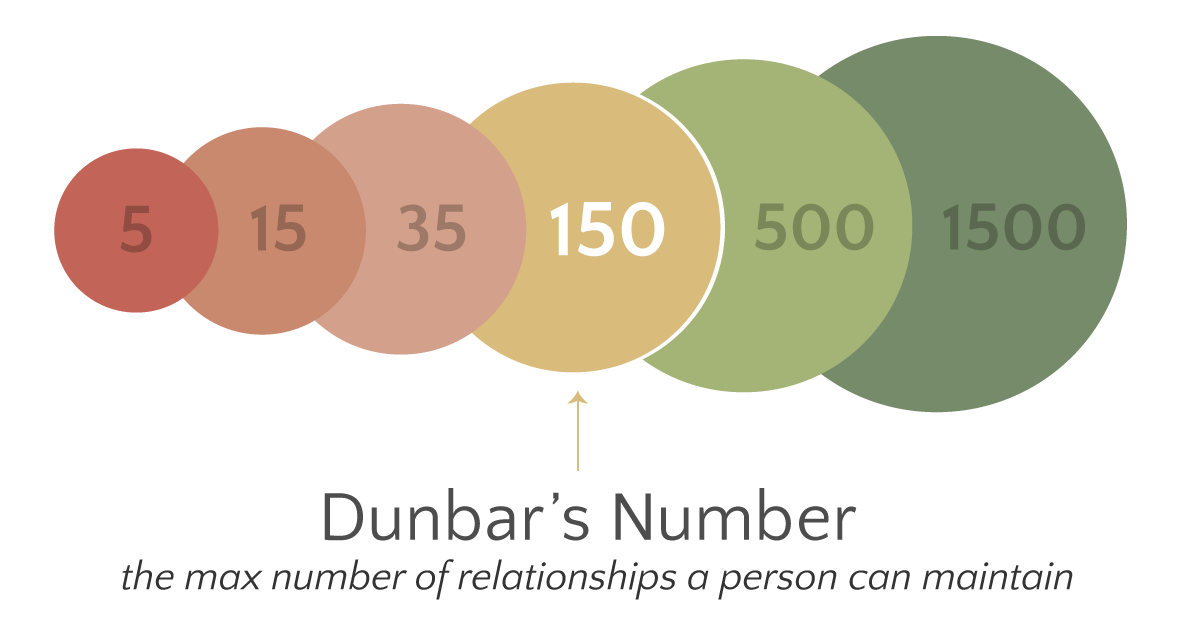
150, el nombre màxim de relacions que una persona pot mantenir

## Origen
Els primatòlegs, especialistes en l'estudi del comportament dels primats, han observat que, a causa de la seva naturalesa altament social, els primats no humans necessiten mantenir un contacte personal constant amb els altres membres del seu grup. La capacitat de mantenir aquest contacte sembla estar condicionada pel volum de l'escorça cerebral, fet que suggereix que la grandària del grup social està limitada i varia segons l'espècie, en funció del desenvolupament del neocòrtex.
El 1993, Robin Dunbar, un antropòleg britànic i professor de psicologia evolutiva a la Universitat d'Oxford, va realitzar un estudi sobre el nombre de connexions socials que podia establir un individu, resultant en un total de 147,8 relacions significatives (arrodonit a 150); popularment referenciat com el Nombre Dunbar.
Per al procés d'aquest estudi, Dunbar va treballar amb micos i simis, argumentant que la mida del neocòrtex coincidia amb la dimensió dels grups amb què convivia. En el cas de l'humà, tenint en compte que té un neocòrtex més gran, va calcular una mitjana de 150  integrants per grup.
Arran de les imminents investigacions que posaven en dubte la seva teoria, Dunbar va concedir una entrevista en la qual va defensar la seva investigació i va reformular -per evitar ambigüitats- el concepte de relacions significatives com aquelles que tens amb persones amb les quals no tens cap inconvenient en saludar si te les trobes en un espai concret. El nombre oscil·la entre 100 i 250 (150 correspon a la mitjana obtinguda).

## El misteriós número 150
Dunbar va comparar aquesta predicció amb grups observables d'humans. Començant amb la suposició que el neocòrtex humana es va desenvolupar fa al voltant de 250.000 anys, va buscar en la literatura antropològica i etnogràfica per a realitzar una espècie de cens sobre grandàries de grups socials en les societats nòmades. Dunbar va notar llavors que els grups queien dins de tres categories: de 30-50, 100-200, i 500-2500 individus.
Les grandàries de tribus i viles investigats per Dunbar també semblaven aproximar-se a aquest valor predit, incloent 150 com la grandària estimada d'un poblat granger de l'era neolítica; 150 com el punt de fallida i separació d'un assentament de huterites; 200 com el nombre màxim d'acadèmics en la sub-especialització d'una disciplina; 150 com la grandària bàsica d'una unitat militar professional a la Roma antiga i en els temps moderns des del segle XVI.
Dunbar va teoritzar que un grup amb una grandària de 150 persones havia de tenir un incentiu molt alt per a mantenir-se juntes. Perquè un grup d'aquesta grandària posseís aquesta cohesió, Dunbar va especular que almenys un 42% del temps el grup havia de dedicar-se a la socialització.
Corresponentment, tan sols grups sota una intensa pressió de supervivència, com a poblats de subsistència, tribus nòmades i grups militars, van poder, en mitjana, aconseguir la quantitat de 150 membres. És més, Dunbar va notar que tals grups estan gairebé sempre a prop físicament. Un grup dispers tindria menys relació entre els components, en trobar-se els seus individus de forma menys freqüent. Per tant, els grups de 150 membres només apareixerien a causa d'una necessitat absoluta; per exemple, a una pressió econòmica agressiva.
Dunbar, també va proposar que el llenguatge pot haver-se generat com un instrument per a socialitzar fàcilment, ja que sense el llenguatge els humans haurien hagut d'ocupar gairebé la meitat del seu temps en socialització, la qual cosa hauria fet que qualsevol esforç de cooperació productiva fos gairebé impossible. El llenguatge pot haver proporcionat cohesió a les societats, reduint la necessitat d'intimitat física i social.
És per tots aquests motius, que el número Dunbar es va convertir llavors en un tema de gran interès dins de l'antropologia, la sociologia, l'estadística i l'administració d'empreses.

## Aplicacions

### Tipologia Social
D'acord amb la teoria de Dunbar, diversos sistemes socials podrien ser aplicables i eficients en grups de dimensions reduïdes, d'aproximadament 150 individus o menys. Això es deu a la capacitat dels membres per mantenir relacions interpersonals significatives i gestionables. Models com el socialisme, el feixisme i altres estructures centralitzades es podrien implementar amb èxit en aquests contextos. Tanmateix, en comunitats més grans, la complexitat de sostenir vincles de confiança entre individus augmenta significativament, fet que genera desafiaments estructurals. Aquesta visió ha estat enriquida per investigadors que han destacat el paper essencial de la confiança com a element cohesionador de les societats i clau per entendre la diversitat en els sistemes socials.

### Superpoblació
La teoria també s’aplica als problemes derivats de la superpoblació. Així, com més gran sigui la desviació d’un grup social respecte a la mitjana hipotètica de 150 individus dins d’un sistema delimitat, com ara una ciutat, més alta és la probabilitat que sorgeixin conflictes. Alguns exemples actuals d’aquests problemes són la contaminació ambiental, la criminalitat, la discriminació i els conflictes armats.
Això no significa que la població mundial s’hagi de reduir fins a arribar a grups de 150 persones, ja que seria pràcticament inviable. No obstant això, la teoria suggereix que com més a prop es mantinguin les comunitats o poblacions d’aquesta mitjana, menor serà la incidència de problemes socials.

### Xarxes Socials
Les xarxes socials han ampliat significativament els límits del social grooming, és a dir, aquelles tasques socials destinades a mantenir vincles amb altres persones. Aquestes plataformes permeten dur a terme accions com felicitar un aniversari, enviar un tuit o compartir missatges curts sobre les nostres activitats de manera ràpida i sense gaire esforç. Això ha transformat la manera en què gestionem les nostres relacions socials. Per exemple, en aniversaris o esdeveniments importants, és habitual rebre moltes més felicitacions que anys enrere.
Aquest increment no implica que siguem més populars o estimats, sinó que les xarxes socials han reduït l'esforç necessari per realitzar aquestes tasques, fent-les accessibles amb uns pocs clics. Aquest mecanisme es basa en les funcionalitats de recordatori automatitzat, com les notificacions d'aniversaris o avisos sobre esdeveniments, que reforcen la participació social amb un mínim compromís per part de l'usuari.
A més, aquesta dinàmica ha generat un impacte cultural important, ja que contribueix a mantenir la percepció d'una xarxa social activa i participativa, fins i tot quan aquestes interaccions són superficials. Alhora, ha plantejat debats sobre la qualitat i profunditat de les connexions humanes en l’era digital, qüestionant si aquest model fomenta relacions autèntiques o simplement augmenta la visibilitat de la interacció social. Aquesta transformació en el social grooming no només simplifica els esforços individuals, sinó que redefineix el significat de la reciprocitat i la memòria col·lectiva en les comunitats digitals.
Sociològicament, l'ús massiu de xarxes socials també ha generat un nou model de memòria col·lectiva i reciprocitat. En lloc de recordar dates o esdeveniments significatius de manera personal, la responsabilitat es transfereix a la tecnologia, fet que pot canviar el nostre vincle amb els altres. Així mateix, ha provocat una sobrecàrrega d'informació i interaccions, la qual cosa pot saturar els individus i minvar la capacitat d'establir connexions autèntiques en entorns no digitals.